# Artur Przywara
Artur Przywara (ur. 1 grudnia 1973 w Kraśniku) – polski pływak, mistrz Polski, brązowy medalista Letniej Uniwersjady (1993).

## Kariera sportowa
Był zawodnikiem Stali Kraśnik (do 1991), Victorii Racibórz (1992) i AZS-AWF Warszawa. Jego największym sukcesem w karierze międzynarodowej był brązowy medal Uniwersjady w 1993 w sztafecie 4 x 100 m stylem dowolnym (partnerami byli Artur Wojdat, Krzysztof Cwalina i Rafał Szukała).
Na mistrzostwach Polski na basenie 50-metrowym zdobył 23 medale, w tym 6 złotych, z czego 4 złote indywidualnie:
- 50 m stylem dowolnym: 1 m. (1992), 3 m. (1993), 2 m. (1994), 3 m. (1997)
- 100 m stylem dowolnym: 2 m. (1992)
- 50 m stylem motylkowym: 2 m. (1992), 1 m. (1993), 1 m. (1994), 3 m. (1996), 2 m. (1997)
- 100 m stylem motylkowym: 1 m. (1992), 3 m. (1993), 3 m. (1994)
- 4 x 100 m stylem dowolnym: 1 m. (1993), 2 m. (1994), 3 m. (1996), 3 m. (1997)
- 4 x 200 m stylem dowolnym: 3 m. (1993), 3 m. (1994)
- 4 x 100 m stylem zmiennym: 3 m. (1992), 1 m. (1993), 3 m. (1994), 2 m. (1996)

Był rekordzistą Polski w sztafecie 4 x 100 m stylem zmiennym (1x), sztafecie 4 x 100 m stylem dowolnym (2x)